# Gairsay
Gairsay, en vieux norrois Gáreksey, est une île du Royaume-Uni située dans l'archipel des Orcades, en Écosse.

## Géographie

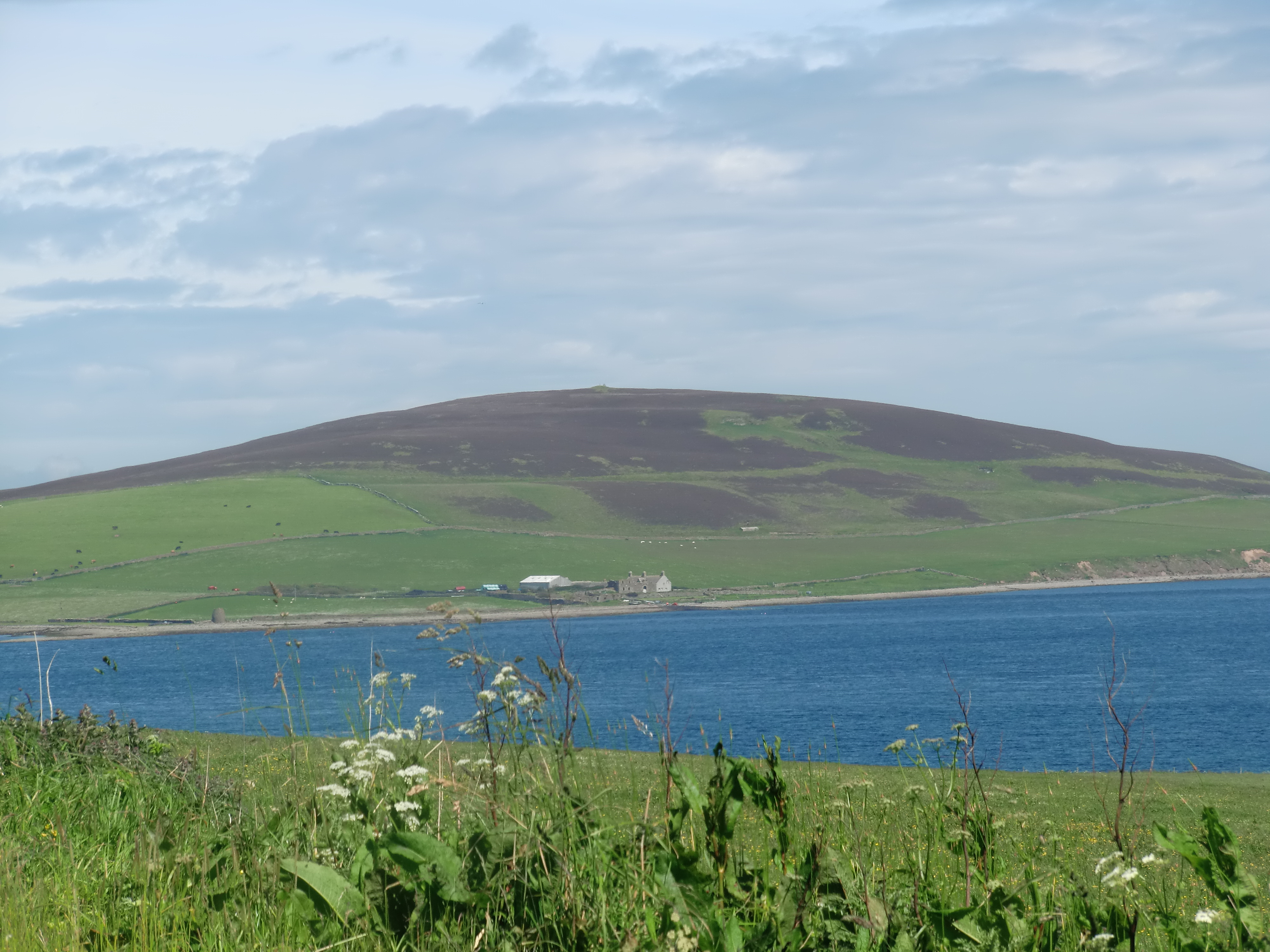
Gairsay vue depuis Mainland.

## Histoire

### Époque viking
Selon la Saga des Orcadiens, Gairsay servait d'hivernage au grand chef viking Sweyn Asleifsson (en). Au printemps, il faisait des raids avec ses 80 hommes sur les côtes occidentales d'Écosse, d'Angleterre et d'Irlande. Il mourut en essayant de prendre Dublin en 1171.

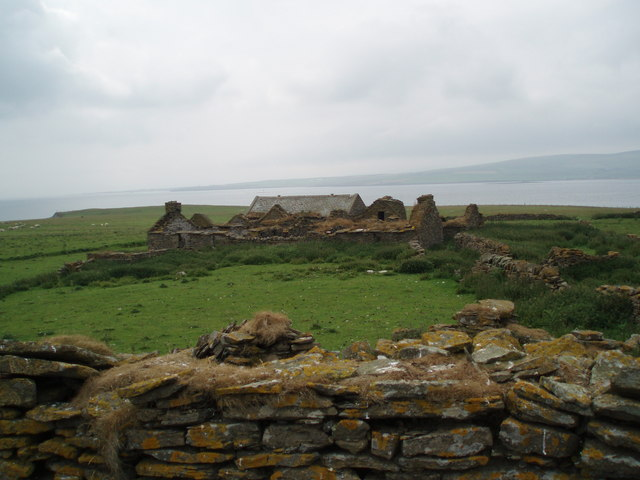
Une ferme abandonnée à Gairsay.

### DuXVIIeauXIXesiècle
Sir William Craigie, un riche marchand et membre du parlement écossais, fait construire au XVIIe siècle un manoir sur le site où habitait Sweyn Asleifsson et y vit avec sa femme Margaret Honyman, fille de l'évêque des Orcades.
Selon les recensements de l'époque, il y avait dans les années 1830 environ 70 habitants sur l'île, en 1851 il n'en reste plus que 41 et dix ans plus tard la population est tombée à 34 personnes réparties en cinq familles, puis en 1881 à 37 personnes pour quatre familles.

### XXesiècle
En 1968, la famille McGill achète l'île et y gère une exploitation agricole. Ils émettent aussi leurs propres timbres postaux, ce qui leur est permis à cause du manque de service postal normal.